# Grzmot

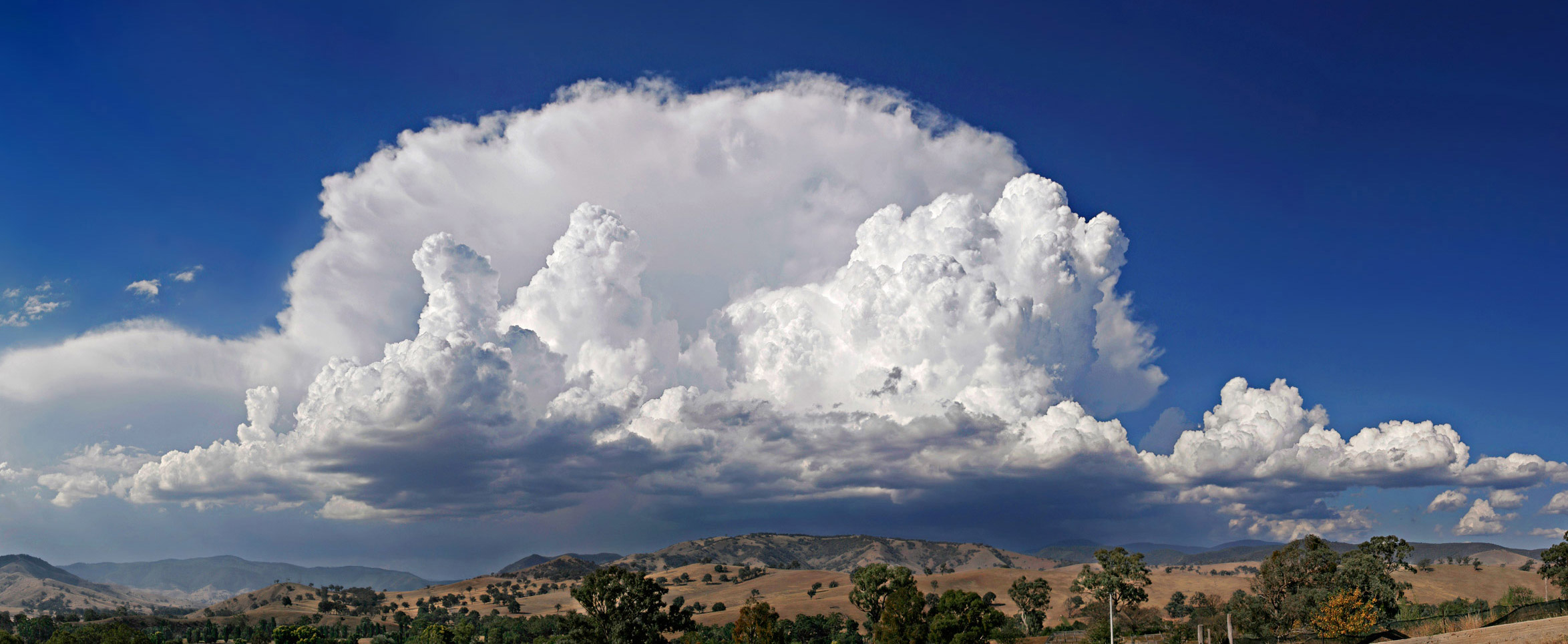
Cumulonimbusy wywołują często burze

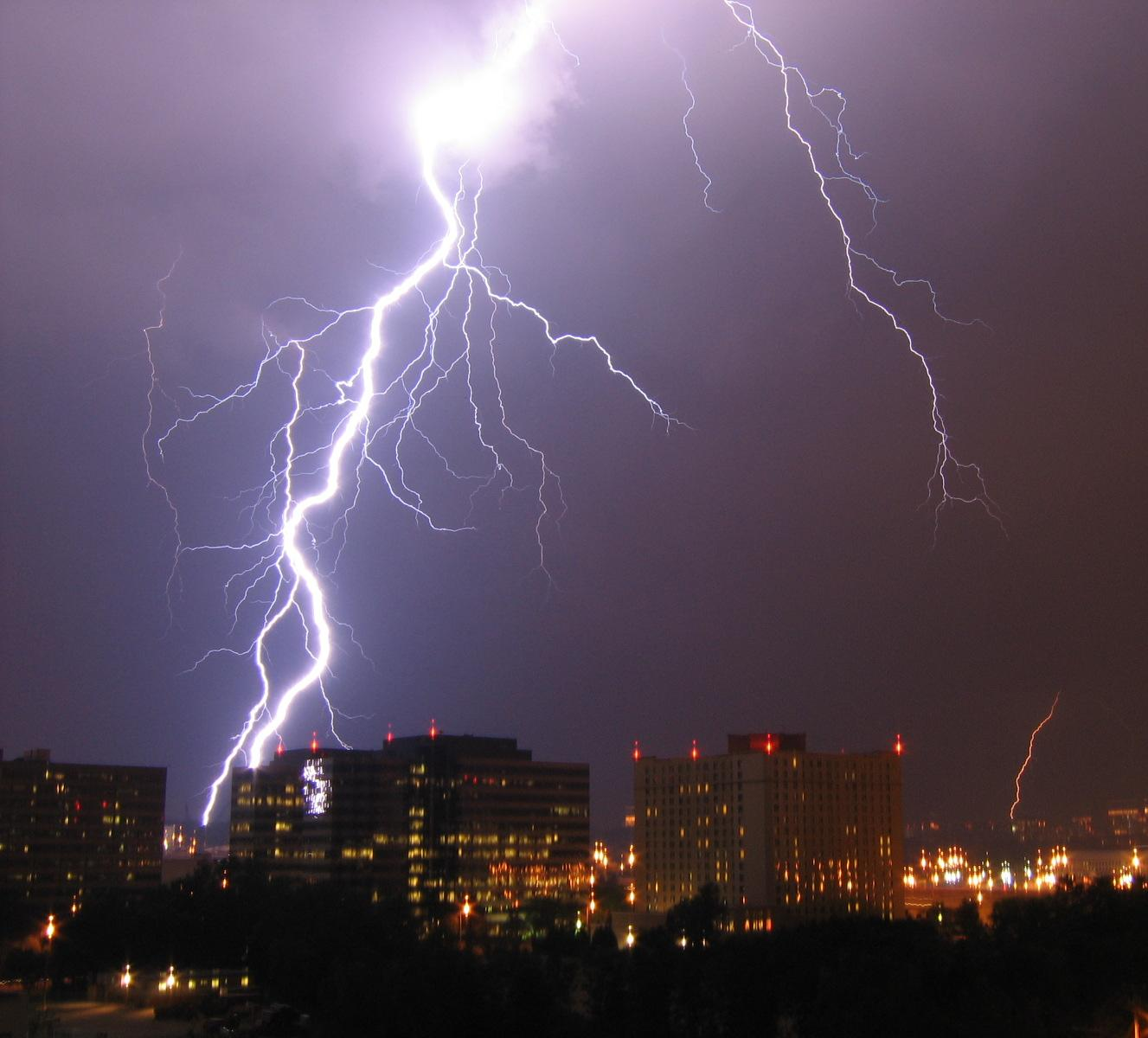
Grzmot powstaje w wyniku uderzenia pioruna

Grzmot – grom dźwiękowy wytworzony przez piorun. W zależności od rodzaju piorunu oraz jego odległości od słuchającego, grzmot może przybierać formy od ostrego, głośnego trzasku do długiego, niskiego pomruku. Nagłe zwiększenie ciśnienia i temperatury powietrza wskutek uderzenia piorunu powoduje jego szybkie rozszerzenie się, co z kolei wywołuje grom dźwiękowy. Odległość zjawiska od obserwatora może być wyliczona, znając odległość czasową pomiędzy zobaczeniem błyskawicy a usłyszeniem grzmotu.

## Przyczyna
Przyczyna powstawania grzmotów była przez wiele wieków przedmiotem wielu rozmaitych spekulacji i naukowych dociekań. Pierwsza historycznie potwierdzona teoria głosiła, iż jest nią kolizja chmur. Zaproponował ją najprawdopodobniej Arystoteles w III w. p.n.e. Do połowy XIX wieku uważano, że pioruny wytwarzają próżnię. W XX wieku zaczęto sądzić, że grzmot powstaje w wyniku fali uderzeniowej. Miało ją wytworzyć wywołane przez wysoką temperaturę nagłe rozszerzenie się plazmy w obrębie pioruna. Temperatura wewnątrz pioruna zmienia się podczas jego 50-mikrosekundowego istnienia. Na początku gwałtownie rośnie z ok. 20.000 do ok. 30.000 K, a następnie stopniowo spada do ok. 10.000 K (zmierzono za pomocą analizy widma). Średnia temperatura wynosi ok. 20.400 K. Sytuacja ta powoduje rozprzestrzenianie się otoczonego chłodniejszym powietrzem pioruna z prędkością większą od prędkości dźwięku w tym powietrzu, co wywołuje falę uderzeniową. Zasada działania jest analogiczna do powstawania fali uderzeniowej w wyniku eksplozji lub przed ponaddźwiękowym samolotem.
Obecnie teza ta jest podważana na skutek faktu, że zmierzone ciśnienie w symulowanym piorunie jest większe, niż można by się spodziewać na podstawie ilości ciepła. Inne propozycje bazują na efektach elektrodynamicznych (np. skurcz plazmy) wywołanych przez ogromny prąd wyładowania piorunowego.

## Obliczanie odległości
Ponieważ światło porusza się w powietrzu szybciej niż dźwięk, stojący odpowiednio daleko od miejsca uderzenia pioruna obserwator zobaczy błyskawicę wcześniej niż usłyszy grzmot. Znając czas, jaki upłynął pomiędzy zauważeniem tych dwóch zjawisk, możliwe jest obliczenie swojej przybliżonej odległości od miejsca uderzenia pioruna. Prędkość dźwięku w suchym powietrzu o temperaturze 20 °C wynosi około 343 m/s, zaś prędkość światła w powietrzu jest, w związku z relatywnie małą odległością, pomijalnie wysoka. Znając te dane można stwierdzić, iż każde 2,9 s różnicy czasowej pomiędzy błyskawicą a grzmotem oznacza 1 km odległości pioruna od obserwatora. Piorun jest rzadko słyszalny z odległości powyżej 20 km.